# Хопкинс, Ники
Николас Кристиан Хопкинс (англ. Nicholas Christian Hopkins, более известный как Ники Хопкинс, англ. Nicky Hopkins, 24 февраля 1944 — 6 сентября 1994) — британский рок-музыкант, клавишник и певец, получивший известность в 1960-х — 1970-х годах благодаря сотрудничеству со многими известными исполнителями, включая The Beatles и The Rolling Stones.

## Биография
Ники Хопкинс начал свою музыкальную карьеру как пианист группы Визжащего Лорда Сатча Savages, где играл также Ричи Блэкмор. Затем — перешёл в Cyril Davies All-Stars, одну из первых ритм-энд-блюзовых групп Великобритании (в частности, сыграл в дебютном сингле «Country Line Special»). Вместе с продюсерами Шелом Талми и Мики Мостом он работал над альбомами The Kinks, The Move, Алана Дэвиса и Джона Марка (англ. Jon Mark, позже — основателя группы Mark-Almond Band). В 1965 году Хопкинс сыграл в «Anyway, Anyhow, Anywhere», втором сингле The Who, после чего записался с группой в дебютном альбоме My Generation, а впоследствии — в Who's Next (1971) и The Who By Numbers (1975).
В 1960-х годах Ники Хопкинс записывался с The Beatles, The Rolling Stones и Донованом, принимал участие в работе над сольными альбомами Джона Леннона, Джорджа Харрисона, Ринго Старра, Пола Маккартни, Джеффа Бека. В 1967 году он вошёл в состав The Jeff Beck Group и принял участие в записи альбомов Truth (1968) и Beck-Ola (1969). Заметную роль Хопкинс сыграл в формировании «сан-францисского звучания», сыграв в альбомах Jefferson Airplane, New Riders of the Purple Sage и Steve Miller Band. Очень недолго, но он был участником Quicksilver Messenger Service, а с Jefferson Airplane выступил на фестивале в Вудстоке.
В 1969 году Хопкинс стал участником недолговечного проекта Sweet Thursday, в состав которого вошли также Алан Дэвис, Кэт Стивенс, Джон Маркс, Харви Бёрнс и Брайан Оджерс. Группа записала дебютный альбом, но лейбл Fontana Records не смог его поддержать и объявил о банкротстве прежде чем Sweet Thursday успели даже выйти в турне.
С The Rolling Stones Ники Хопкинс работал с 1967-го (альбом Their Satanic Majesties Request) вплоть до 1976 года (Black and Blue). Его, как правило, приглашали для участия в медленных балладах; Иэн Стюарт исполнял партии клавишных в более жёстких, рок-н-ролльных треках, а Билли Престон появлялся, чтобы добавить музыке группы привкус фанка и соул. Хопкинс сыграл на Jamming With Edward, неофициальном альбоме Rolling Stones, который Мик Джеггер, Билл Уаймен и Чарли Уоттс записали в ходе сессий альбома Let It Bleed, ожидая прибытия Кейта Ричардса, в парижской квартире последнего. Под «Эдвардом» подразумевался именно Хопкинс: так прозвали его в Rolling Stones после выдающегося выступления в «Edward, the Mad Shirt Grinder», композиции Quicksilver Messenger Service.
Хопкинс провёл с Rolling Stones тур Good-Bye Britain 1971 года, американские гастроли 1972 года и зимнее турне по Австралии и Новой Зеландии 1973 года. Важную роль он сыграл и в записи альбома Exile on Main St.. Примерно в это время он собрался организовать собственную группу с Прэйри Принсом (ударные, позже — барабанщиком The Tubes) и Питом Сиэрсом (бас-гитара), но вынужден был отказаться от этих планов. Слабое здоровье и необходимость время от времени проходить стационарное лечение (он с детства страдал болезнью Крона) вынудили Хопкинса отказаться от активной деятельности и сконцентрироваться на сессионной студийной работе.

### Сольные альбомы
Первые сольные релизы Ники Хопкинса относятся к 1966 году: именно тогда вышли сингл «Mr. Big» и последовавший за ним дебютный альбом The Revolutionary Piano of Nicky Hopkins.
В 1973 году Хопкинс выпустил второй сольный альбом The Tin Man Was a Dreamer. В числе приглашённых к участию музыкантов были Джордж Харрисон (записанный как «George O’Hara»), Мик Тейлор из Rolling Stones и Прэйри Принс, позже пошедший в состав шок-рок/панк-группы The Tubes. Альбом был перевыпущен Columbia в 2004 году.
Третий сольный альбом No More Changes (1975, Mercury SRM 11028), был записан с Дэвидом Тедсоуном (бас-гитара), Майклом Кеннеди (гитара), Пиком Уиллисом (бас-гитара) и Эриком Диллоном (ударные). Альбом Long Journey Home, подготовленный к релизу, выпущен так и не был.

### Последние годы
В последние годы Ники Хопкинс жил в Милл-Вэлли, Калифорния, играя с местными группами и время от времени записываясь в Сан-Франциско. Он отказывался выпускать свои записи, объясняя нежелание отвращением к музыкальному бизнесу. Хопкинс практически не получил никаких гонораров за свою масштабную сессионную деятельность, поскольку каждый раз зачислялся в штат «наёмным работником». Исключение составили Quicksilver Messenger Service и их менеджер Рон Полти, включившие его в число авторов и выплатившие гонорары.
Хопкинс был членом Церкви сайентологии и получил награду «Медаль свободы» IAS (англ. International Association of Scientologists) в октябре 1989 года.
Ники Хопкинс умер в пятидесятилетнем возрасте в Нэшвилле, Теннесси в результате осложнений после очередной хирургической операции. В тот момент он работал с Рэем Коулменом над автобиографией.